# 爱情公寓 (电影)
《爱情公寓》原名《穿越者时空的守护者》、《新次元冒险家》是一部于2018年上映的爱情喜剧电影。是中国大陆热门都市情景喜剧《爱情公寓》的衍生电影。由陈赫、袁弘、刘天佐、赵志伟、娄艺潇、邓家佳、孙艺洲、李佳航、李金铭、张双利领衔主演，2018年8月10日于中国大陆上映。

## 剧情
曾小贤梦见张起灵、吴邪、王胖子三名《盗墓笔记》角色。随后，曾小贤与胡一菲、唐悠悠等人一同参加名为“主角光环升级庆典”的活动，期间《盗墓笔记》里的张起灵、吴邪、王胖子得到“主角光环”，但它被曾小贤偷去，令他得到可以为所欲为的不死之身。曾、胡、唐等人其后进入《盗墓笔记》的世界，经历了一场大冒险，成功把反派打败。最后，曾小贤等人起床，发现刚才的冒险只是南柯一梦而已。

## 演员列表

### 主要演员
| 演员姓名 | 角色名称 | 介绍                                                                                    |
| 陈赫     | 曾小贤   | 深夜电台节目《你的月亮我的心》主持人，文艺处女座                                        |
| 袁弘     | 吴邪     | 老九门大当家                                                                            |
| 刘天佐   | 王胖子   |                                                                                         |
| 赵志伟   | 张起灵   |                                                                                         |
| 娄艺潇   | 胡一菲   | 女博士，大学老师，灭絕師太，擅長“彈一閃」                                               |
| 邓家佳   | 唐悠悠   | 演员(专长是演死人)                                                                      |
| 孙艺洲   | 吕子乔   | 爱情公寓头号不靠谱男青年，花花公子                                                      |
| 李佳航   | 张伟     | 律师(第五季才開始打贏過官司)                                                            |
| 李金铭   | 陈美嘉   | 数学很差，她的算数过程永远是“一七得七，二七四十八，三八妇女节，五一劳动节，六一儿童节」 |
| 張雙利   | 黄黑红   | 掘地重工(Junk Digging Heavy Industry)董事长                                             |

### 其他演员
| 演员姓名 | 角色名称 | 介绍             |
| 朱桢     |          |                  |
| 严丰     |          |                  |
| 于立     |          |                  |
| 徐磊     | 南派三叔 |                  |
| 劉雨昕   | DJ       |                  |
| 韦正     |          | 《爱情公寓》导演 |

## 争议
电影上映后，观众对其出现了两极评价：一方面首日票房即超过2亿，另一方面，豆瓣网的评分首日即低至2.6分，随后一度下挫至2.4分，在多方面遭到网友及自媒体的质疑。

### 大规模退票
8月8日下午，新浪微博认证用户“电影票房”放出一份聊天截图，内容指向《爱情公寓》遭遇大量退票，迫使院线停止线上退票功能，只通过影院前台办理退票业务。而片方当即晒出退票率数据反驳，但由于数据提供商猫眼同时也是此片出品方，此数据的真实性未可知。随后原微博被删除。

### 电影内容
电影宣传时仍按照电视剧原作风格进行，并未提及影片主题是盗墓这一事实，同时并未如愿为原作带来结局，反而在片尾宣布电视剧将有续作的消息。豆瓣上不少影评指出其依托的原著实为《盗墓笔记》，与原系列保持一致的仅有部分演员，指其“消费情怀”、“挂羊头卖狗肉”、“蹭热度”等，质疑片方存在欺骗消费者的情况，以至于称其为《爱情公墓》。王传君等原班底成员的缺席原因也引起各方猜想。
电影官方微博账号声明称“《爱情公寓》电影为了保留悬念和惊喜，于2017年11月6日以《穿越者时空的守护者》为暂定名进行电影剧本登记。”但一些粉丝发现，在主管部门的电影拍摄制作备案公示信息中，一部名为《新次元冒险家》的电影的描述明显指向此作，“换皮”的嫌疑更加明显。

### 侵犯版权
2018年8月6日，联凡计算机技术（上海）有限公司以新浪微博认证账号“爱情公寓”发布声明，称其投资并享有《爱情公寓》全部权利，指控电影制作方侵犯其著作权。随后双方在微博上展开对峙。两者的矛盾一直存在，而电影版的上映又将矛盾摆到了台面上。
2021年7月，北京知识产权法院一审审结此案，该案原告联凡诉被告上海高格影视制作有限公司、上海电影、腾讯影业、大地时代文化传播(北京)有限公司、北京合瑞影业文化有限公司、汪远等六被告侵犯商标权及不正当竞争纠纷一案，判令上述六被告停止涉案不正当竞争行为、消除影响并赔偿原告经济损失400万元及合理开支30万元。

### “偷票房”质疑
电影上映后，网上热传有观众购买同期《一出好戏》电影时，电影票是从《一出好戏》涂改为《爱情公寓》，质疑存在“偷票房”行为，CCTV-6电影频道栏目微博“中国电影报道”8月12日在微博征集有关证据介入调查。根据该栏目8月14日发布的初步调查结果，未出现确凿证据证明存在“偷票房”，有当事人称被涂改的电影票为错票更换，发到朋友圈后被误解和转发。就其他观众质疑的出票信息不一致、手写“可以兑换任意电影”、影城排片明显不实等情况，电影《爱情公寓》官方微博表示为临时更换影院、放映设备故障、票务平台信息有误等所致。